# Mikhaïl Ahooja
Mikhaïl Ahooja (* im 20. Jahrhundert) ist ein kanadischer Filmschauspieler.

## Leben
Mikhaïl Ahooja wuchs in der kanadischen Stadt Longueuil im selben Bezirk wie Xavier Dolan auf. Sein in Bombay geborener Vater wanderte Ende der 1960er Jahre nach Kanada aus und unterrichtete lange Zeit Informatik am Dawson College. Seine Mutter, ursprünglich aus Vaudreuil, arbeitet immer noch als Krankenschwester. Zu Hause sprach Ahooja, der zwei Schwestern hat, mit seinem Vater auf Englisch und mit seiner Mutter auf Französisch. Erst spät in seinem Leben besuchte er die Heimat seines Vaters Indien.
Im Jahr 2010 schloss er seine Schauspielausbildung am Conservatoire d'art dramatique de Montréal ab. Es folgten Engagements in Fernsehserien wie Mémoires vives, in der er einen ehemaligen Drogenabhängigen spielte, und Au secours de Béatrice, in dem er den Inder Anju spielte. In Les jeunes loups übernahm Ahooja die Rolle des arabischen Journalisten Ali. Ab 2016 war er in insgesamt zehn Folgen der Fernsehserie Prémonitions zu sehen. In der Fernsehserie 19-2 spielte er den pädophilen Verbrecher Gontran Bégin.
Eine größere Rolle erhielt Ahooja im Film The Twentieth Century von Matthew Rankin als Schönling Bert Harper, der kanadischer Premierminister werden will. Der Film feierte im September 2019 beim Toronto International Film Festival seine Premiere.

## Filmografie (Auswahl)
- 2008: Tout est parfait
- 2014–15: Mémoires vives (Fernsehserie, 13 Folgen)
- 2014–15: Les Jeunes Loups (Fernsehserie, 18 Folgen)
- 2014–16: Au secours de Béatrice (Fernsehserie, 43 Folgen)
- 2016: Prémonitions (Fernsehserie, 10 Folgen)
- 2018–19: En tout cas (Fernsehserie, 8 Folgen)
- 2019: Fabuleuses
- 2019: The Twentieth Century
- seit 2019: Juste nous deux (Fernsehserie)
- 2021–2023: Sans rendez-vous (Fernsehserie, 13 Folgen)
- 2023: Détective Surprenant: la fille aux yeux de pierre (Miniserie, 6 Folgen)

## Auszeichnungen
Prix Gémeaux
- 2020: Nominierung als Bester Schauspieler in einer Webserie - Fiction (Juste nous deux)[3]

Toronto International Film Festival
- 2019: Auszeichnung als Rising Star[2][4]